# Історія Єрусалима в Середні віки

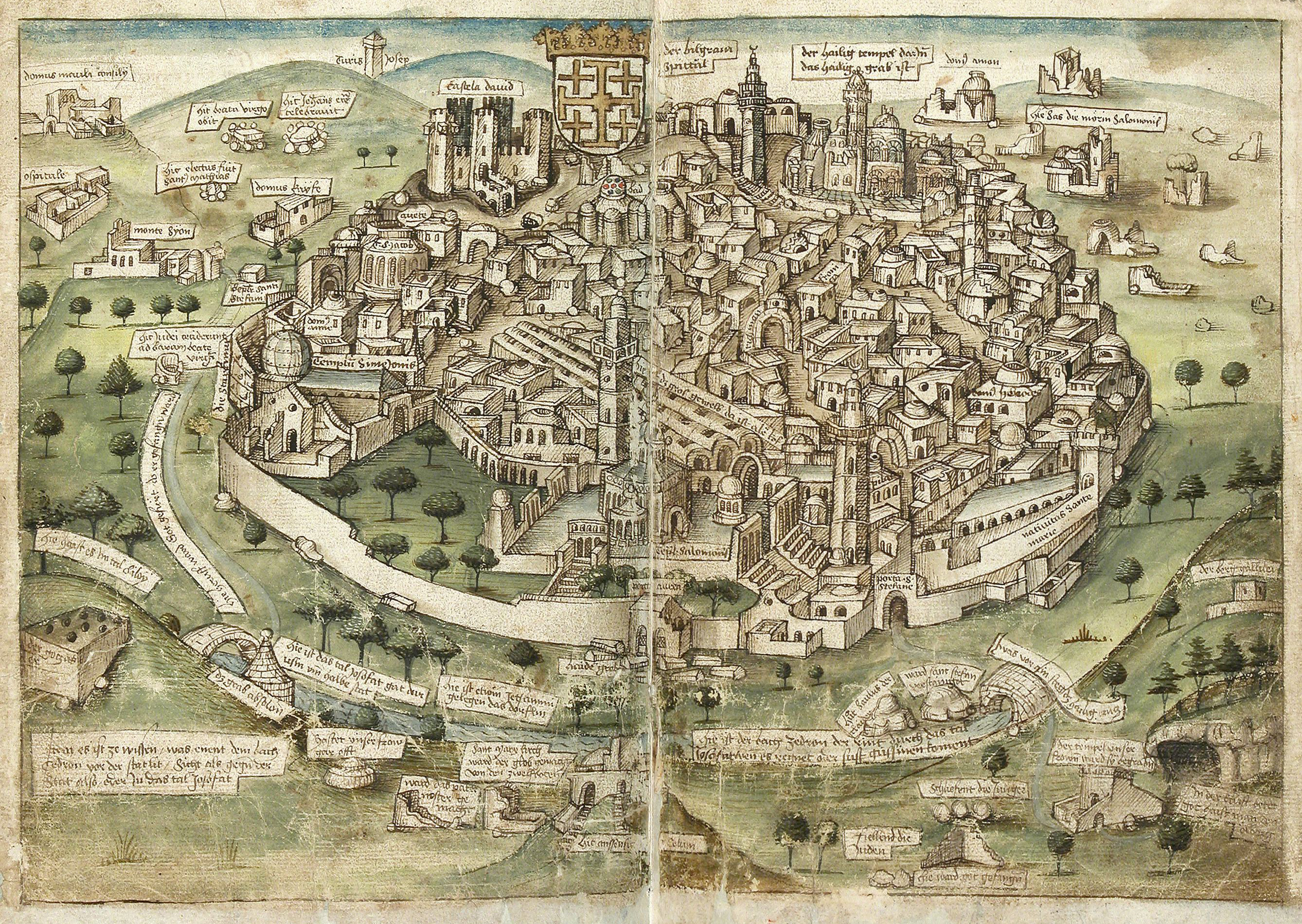
Вид на Єрусалим (Конрад Ґрюненберґ, 1487)

Історія Єрусалима в Середні віки — період в історії міста Єрусалим, що охоплює період від 395 року (розпаду Римської імперії) до кінця XVIII або початку XIX ст. Кінцева дата доволі умовна, оскільки різні дослідники її визначають на основі різних аргументів. Це пов'язано з тим, що європейська хронологія Середньовіччя не зовсім збігається з близькосхідною. Протягом цих століть містом володіли Візантійська імперія, Арабський і Фатімідський халіфати, Тулуніди, Іхшиди, Сельджуцька імперія, Держава Айюбідів, хорезмійці, Мамелюцький султанат, Османська імперія. Важливе місце розташування та релігійний статус міста спричинив постійну боротьбу за Єрусалим різних держав і народів, що загалом негативно вплинуло на розбудову та демографію міста. Лише після втручання в середині XIX ст. у справи Єрусалим європейських держав відбулася економічна та частково політична стабілізація.

## Візантійський період
Після смерті імператора Феодосія I 395 року відбувся розділ Римської імперії на Західну та Східну. Остання стала зватися Візантійською. Її правителі продовжили політику імператорів, які починаючи з Костянтина I Великого розпочали відбудову міста, яке після трьох повстань перетворилося на римський постійний військовий табір. Імператори розбудовували Єрусалим як християнське місто. Перш за все, було зведено Храм Гробу Господнього. Площа міста ледве досягало 0,5 км². Місто було складовою частиною провінції Палестина Пріма.
Значний вплив тут мали християнські священники на чолі із Єрусалимським патріархом. Водночас до корінного населення — євреїв — було негативне ставлення через побоювання влади щодо змови проти неї з огляду на попередні протистояння. До цього також додалася релігійна нетерпимість християн, що розглядали юдеїв як ворогів Ісуса Христа. Тому візантійські імператори не дозволяли зведення в Єрусалимі Третього Храму.
Кожен з імператорів намагався збудувати церкву або заснувати монастир в межах міста. Були відкриті богословські та іконописні школи, семінарії. Зокрема, саме тоді було споруджено перше комплексне архітектурне спорудження навколо похоронної печери Гробу Господнього, Голгофи, Каменя Помазання і вздовж всієї вулиці Віа Долороза. Тоді весь цей комплекс називався «Святі сади». На кожному святому місці було споруджено по храму, монастирю чи каплиці: монастирі на честь перших християнських мучеників і святих Старого Заповіту: пророка Іллі, Іоанна Хрестителя, св. Анни, св. Харлампа, св. Стефана, св. Якова, монастир Успіння Богородиці, монастир святих Костянтина і Олени, монастир Чесного Хреста тощо. Також був побудований комплексний монастир Святої Софії на Храмовій горі, де знаходився зруйнований Єрусалимський храм.
Водночас було відновлено укріплення навколо місто. У 440-х роках міські укріплення були ґрунтовно перебудовані, оскільки Єрусалим тоді був місцем заслання опальної імператриці Євдокії. Наприкінці VI ст. навколо міста була стіна з 6 брамами і 21 баштою.
Економічному розвитку Єрусалима сприяло вигідне розташування від Єгипту до Сирії, поруч з Аравійським півостровом, що сприяло відновленню торгівлі. Значний зиск приносили християнські та юдейські прочани з усієї Європи та Північної Африки.
Водночас євреї мешкали лише на околицях Єрусалим, їм було заборонено було з'являться безпосередньо в місті. Напруженні стосунки між євреями та візантійською адміністрацією призвели до того, що під час чергової війни Візантії з Сасанідською Персією юдеї підтримали останню. 614 року після 21-денної облоги перські війська на чолі із Шахрваразом і Шахіном захопили місто. Перське панування тривало до 628 року. В цей період містом керували перси та євреї, інше населення було вигнано або знищено.
У 628 році візантійські війська відвоювали Єрусалим. Спочатку для зміцнення влади в місті імператор Іраклій I видав розпорядження про прощення повсталих, але у 629 році під приводом відмови юдеїв хреститися розпочав їх переслідування.

## Арабський період

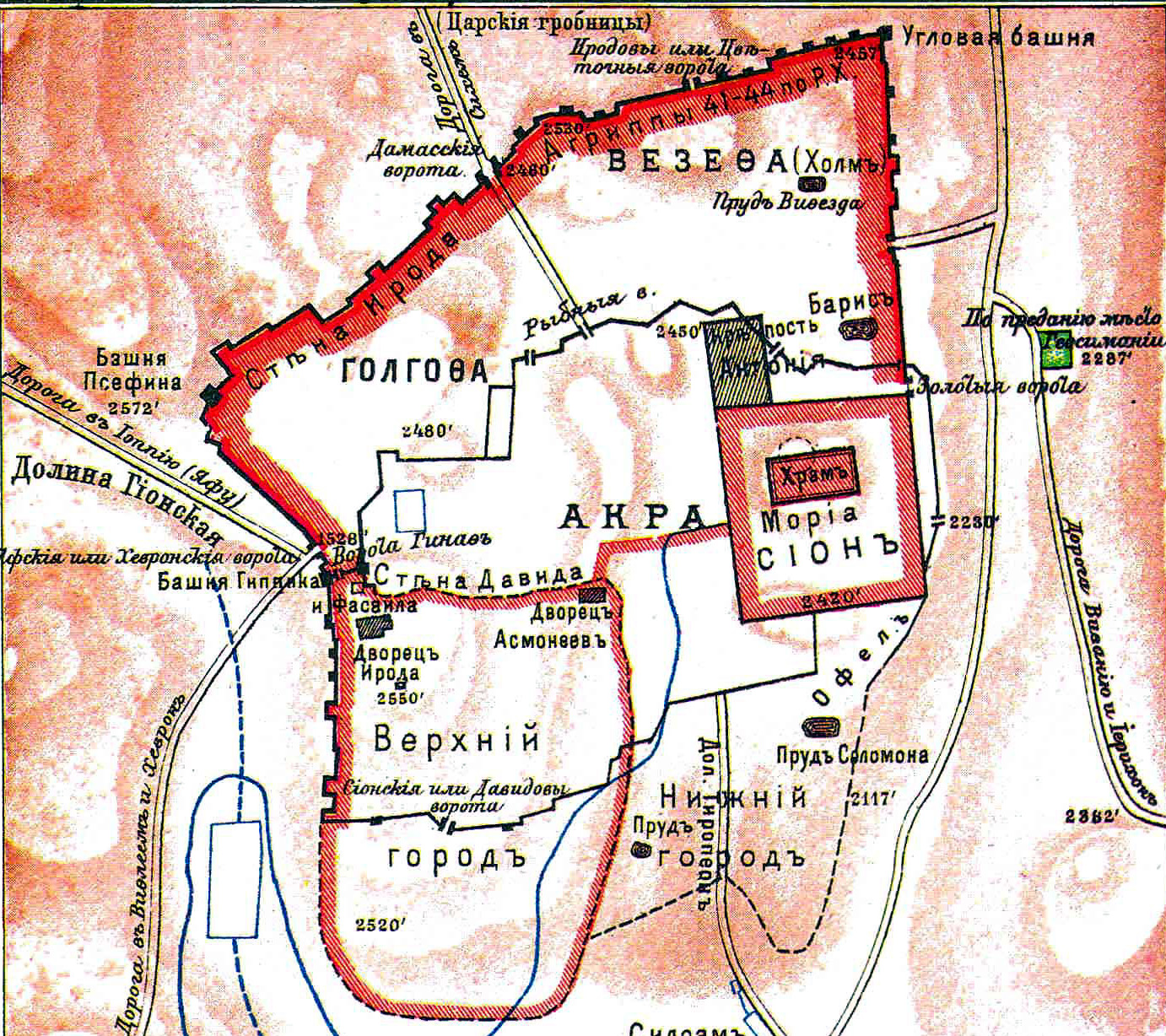
Єрусалим у 650-х роках

Послаблення Візантійської імперії у боротьбі з Персією, внутрішній соціальний та релігійний неспокій сприяв арабському вторгненню до Палестини і Сирії. 638 року війська Арабського халіфату взяли в облогу Єрусалим. Після нетривалої облоги Єрусалимський патріарх Софроній вручив ключі від міста халіфу Омару. Останній надав рівні права християнам, юдеям та мусульманам в Аль-Кудс (так було перейменовано Єрусалим). В цьому часу сюди повертаються євреї, але також зростає кількість арабського населення, християнське поступово починає зменшуватися внаслідок навернення в іслам та міграції.

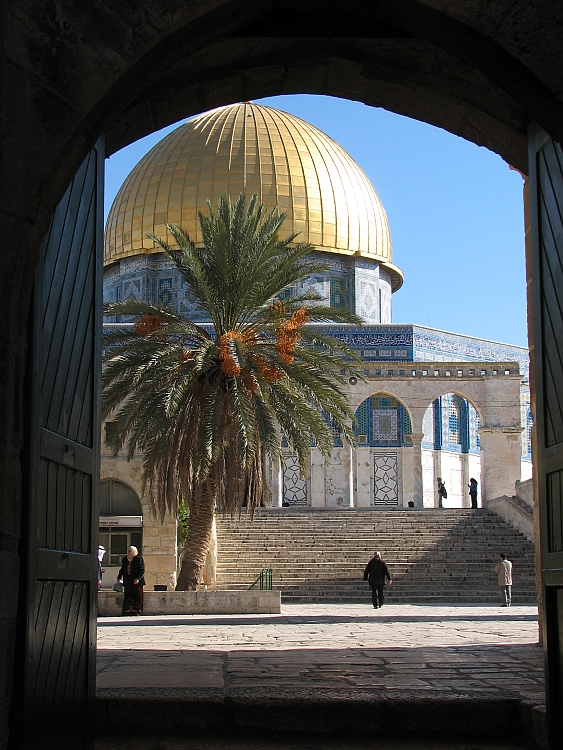
Купол Скелі

Протягом наступних 50 років місто занепадає внаслідок відтоку ремісників та торгівців, які перебралися до Александрії в Єгипті або Дамаску. Лише починаючи з халіфа Абд аль-Маліка починається нова розбудова міста: зводяться мечеть Омара (перша будівля), Аль-Акса, Купол Скелі. Це сприяло зростанню кількості прочан-мусульман. Також халіфи з династії Омеядів відновили маршрути християн та юдеїв, сприяли економічному відродженню місто. Цю політику продовжили перші володарі з династії Аббасидів, які уклали договори з Франкськими імператорами щодо захисту християнських прочан.
В результаті у VIII ст. Єрусалим пережив нове відродження, став не лише торгівельно-ремісничим та релігійним центром, а місцем перебування вчених та поетів, поступаючись лише Дамаску, Багдаду і Каїру. Але становище християн поступово погіршувалося з огляду на постійні війни Арабського халіфату з Візантійською імперією. Та спроби Візантії за часів Македонської династії відвоювати Єрусалим виявилися марними. У IX році місто перетворюється на важливий центр караїмізму.

## Єгипетський період

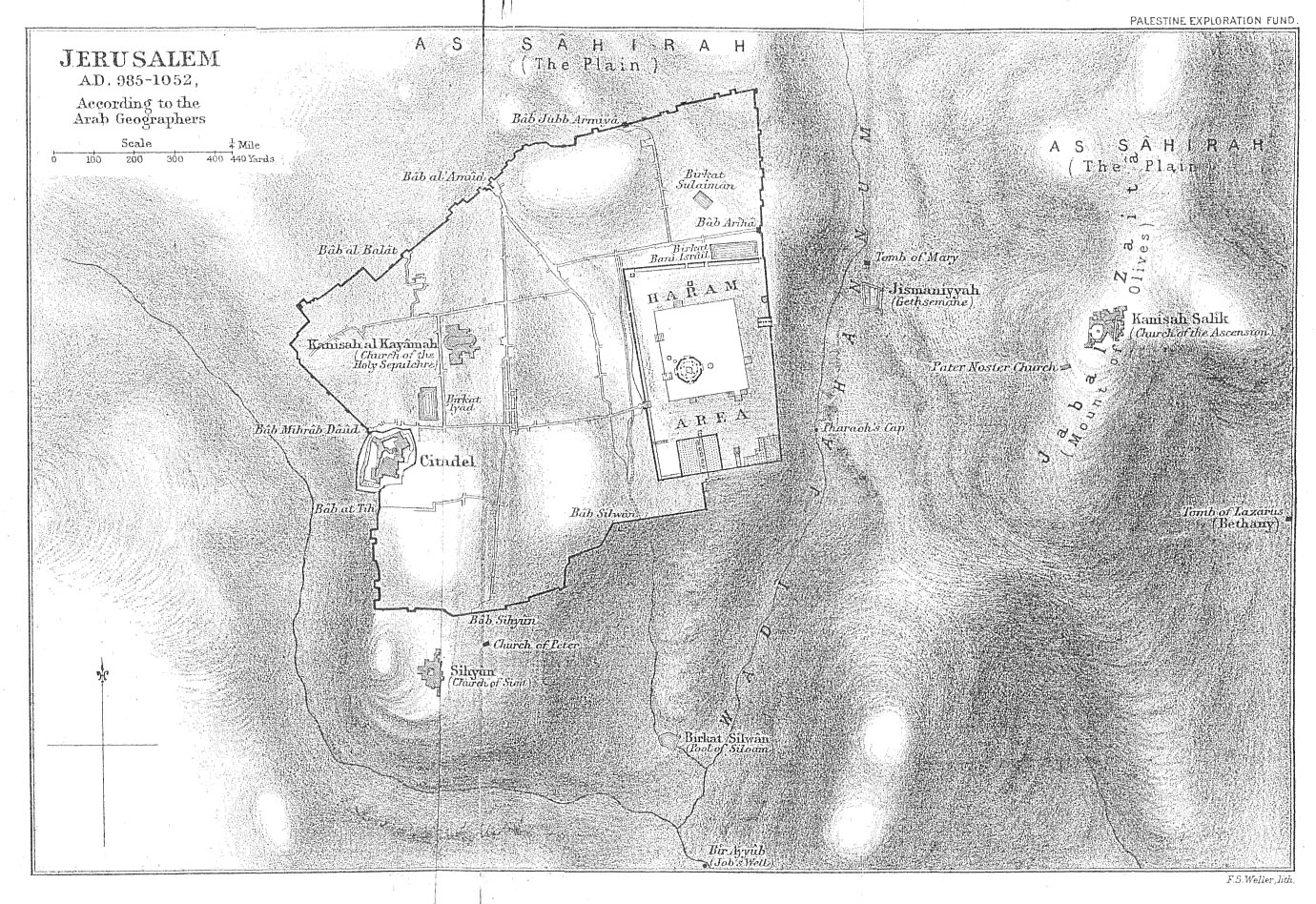
Єрусалим у X ст.

У 836 році з утворення Держави Тулунідів Палестина разом з Єрусалимом увійшла до її складу. Хоча формально тулуніди підкорялися аббасидським халіфам, але фактично це була окрема держава. Єрусалим як важлива фортеця опинився на перетину інтересів різних володарів. В результаті починається поступовий занепад міста, оскільки тулуніди більше уваги приділяли розбудові єгипетських міст, насамперед Фустата (Каїра). Еміри дедалі більше утискали християн і юдеїв, надаючи перевагу мусульманам.
За часів Іхшидів починається поступово відродження міста. Цьому сприяло налагодження мирних стосунків з візантійською імперією та Аббасидським халіфатом. В результаті відновилися регулярні паломництва юдеїв, християн та мусульман. Було багато зроблено для встановлення соціального спокою, боротьби з грабіжниками в околицях.
В цей час тут працювали й мандрували географи Ібн-Хаукаль, аль-Істахрі, аль-Мукаддасі, що описують Єрусалим, як «найбільш родючу серед провінцій Палестини», а ль-Мукаддасі присвятив вихвалянню Єрусалима безліч сторінок в своїй монографії «Кращий поділ для пізнання кліматів».

## Фатімідський період
У 969 році династія Фатімідів встановила владу в Єгипті, а вже 974 року було підкорено Палестину і Єрусалим. На початку нові володарі намагалися зберігати внутрішній спокій, надавши усім громадам рівні права. Це було зроблено з огляду на те, що Фатіміди були ісмаїлітами (відгалуженням шиїзму), а мусульманське населення Єрусалима сповідувало сунізм. Тому Фатіміди були зацікавленні в позбавленні впливу останніх й отримання підтримки з боку інших релігійних громад.
Втім, навіть така терпимість та відновлення стабільності керування в житті міста мало що змінилося. Протягом X ст. Єрусалим ще зберігав статус важливого торгівельно-ремісничого і культурного центру Палестини. З часів халіфа аль-Хакіма (кінець 990-х років) починається нове переслідування християн, було зруйновано усі церкви і собори Єрусалима. Водночас значної шкоди околицям завдають напади карматів. У 1023—1025 роках епідемії та голод призвели до численних постань, що також охопили Єрусалим.
1027 року за наказом халіфа Алі аз-Захіра розпочалися роботи з відновлення Гробу Господнього, що тривали до 1036 року. 1033 року відбувся землетрус, що сильно пошкодив мечеть аль-Акса. У 1034—1036 роками за наказом аз-Захіра її було відновлено і повністю оновлено. Було зменшено кількість нефів: з 15 до 7. Аз-Захір побудував 4 аркади центрального залу і прохід, які натепер служать основою мечеті. Центральний прохід завширшки удвічі перевищував інші проходи і мав великий двосхилий дах, поверх якого було споруджено дерев'яний купол. Також було відновлено оборонні стіни навколо Єрусалима.

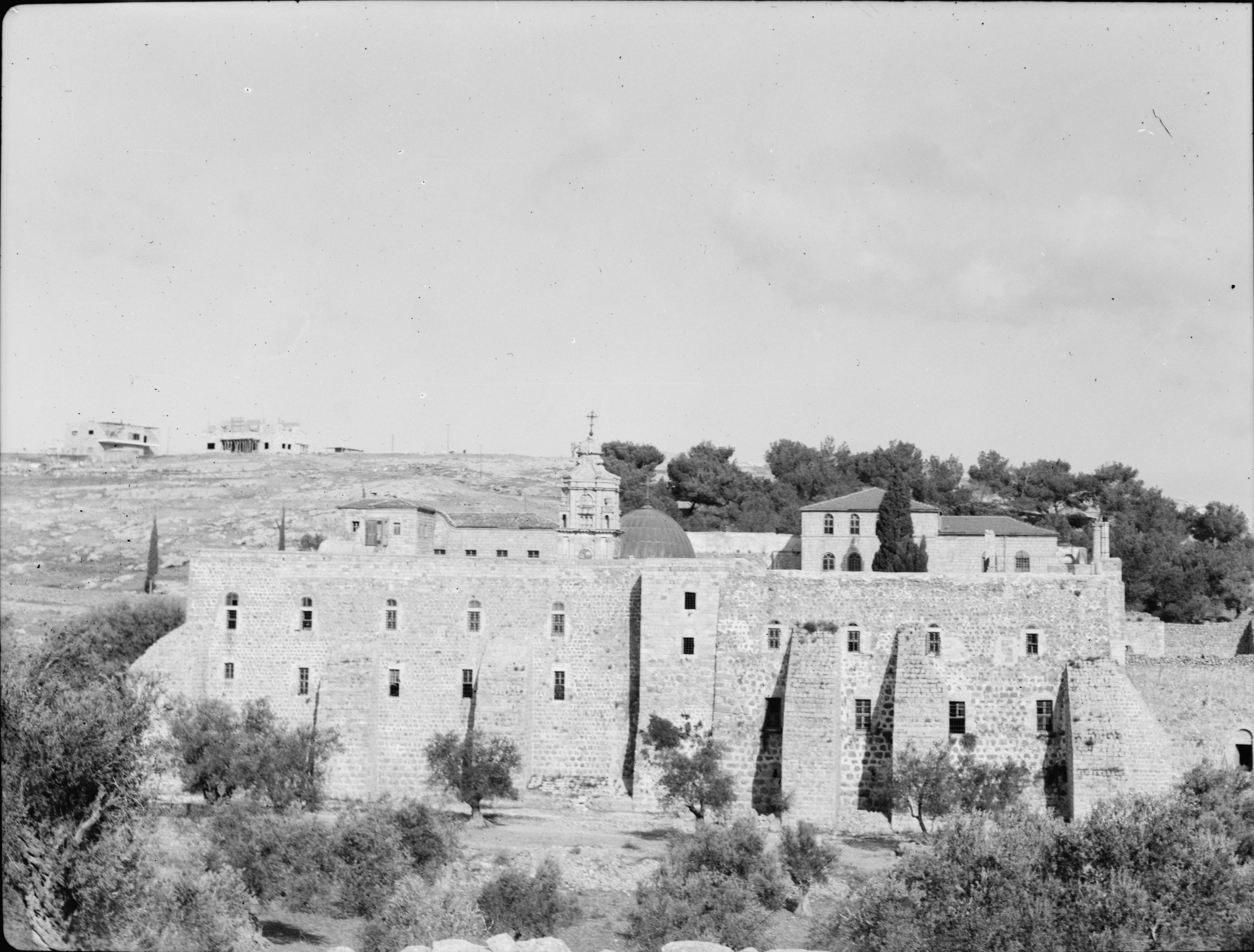
Монастир Хреста Грузинської православної церкви

Протягом 1040-1050-х років робилися спроби з відродження міста, але цьому заважали внутрішній суперечки, селянські повстання, напади бедуїнів. Водночас тут активізувалися грузинські та вірменські християни, що споруджували власні монастирі та храми.

## Сельджуцький період
У 1071 році сельджуцький емір Атсіз ібн Увак аль-Хорезмі захопив Єрусалим. 1073 року він перетворив його на столицю емірату, що підпорядковувався великим Сельджукам. Але спроби завоювати Єгипет виявилися невдалими. 1077 році у битві під Каїром Атсиз зазнав нищівної поразки. За його відсутності мешканці Єрусалима повстали і змусили сельджуцьку залогу сховатися в цитаделі. В результаті Атсиз знову взяв в облогу місто і, захопивши його знову, перебив близько 3 000 бунтівників.
У 1079 році Атсиза за рішенням султана Малік-шаха I було повалено, а правителем став Тутуш I. Останній передав управління містом Артуку, вирушивши до Дамаска. Новий період нестабільності почався в 1091 році, по смерті Артука, наступниками якого стали два його сина, — Сьокмен і Ільгазі. Спочатку вони дістали підтвердження прав на управління від тутуша, який став сирійським султаном. Його загибель у 1095 році призвела до розпаду Сирійського султанату Сельджукидів й початку боротьби за владу в Єрусалимі між Сьокменом та Ільгазі. Внаслідок цього Єрусалим кілька разів переходив від одного з них до іншого і назад до тих пір, поки в 1098 році Фатіміди зуміли відвоювати Єрусалим. Останні укріпили місто в переддень наступу хрестоносців, залишивши за межею міських стін гору Сіон і місто Давида.

## Перший період хрестоносців

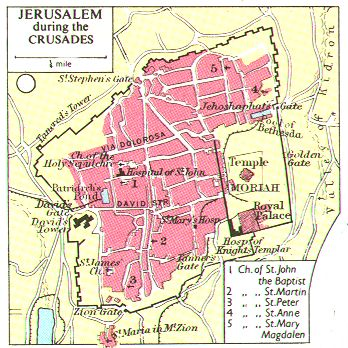
Єрусалим часів хрестоносців

У 1099 році хрестоносці займають Єрусалим в ході Першого хрестового походу. Під час захоплення було практично знищено мусульманське та юдейське населення, а православні християни вигнані з міста. Єрусалим став столицею самостійного королівство. Також тут було засновано латинський патріархат, що підпорядковувався Папі Римському. Усі мечеті (насамперед аль-Акса і Купол Скелі) було перетворено на християнські храми. Починається зведення нових соборів за готичним зразком. Храм Гробу Господнього було перебудовано у вигляді величезної романської церкви. Загалом місто було перебудовано на європейський манер — через Єрусалим проходило 2 основні вулиці: з півночі на південь і зі сходу на захід. Укріплення становили цитаделі і 5 брам.
Водночас нові володарі стикнулися із значним зменшенням населення, чисельність якого не покривалося за рахунок пілігримів та мігрантів з західної Європи. Тому було прийнято закон, за яким особа, що утримувала власність протягом року, стає її власником. Водночас було повернуто до Єрусалима сирійських християн (халдеїв та сирійців). Одночасно влада заохочували інших християн селитися в Єрусалимі (коптів, несторіан, маронітів, яковітів, монофізитів). Щоб блокувати повернення мусульман і євреїв, Єрусалим було заселено італійцями, греками, болгарами, угорцями, грузинами, вірменами. В результаті протягом декількох років чисельність населення зросла до 30 тис. осіб. Основні квартали населяла франкська знать, почт єрусалимського короля, латинське духівництво. Іспанський мандрівник Веніамін Тудельський, що відвідав Єрусалим в 1173 році, описав його, як маленьке місто, повне яковітов, вірмен, греків і грузин. Близько 200 євреїв населяли частину міста під Вежею Давида.

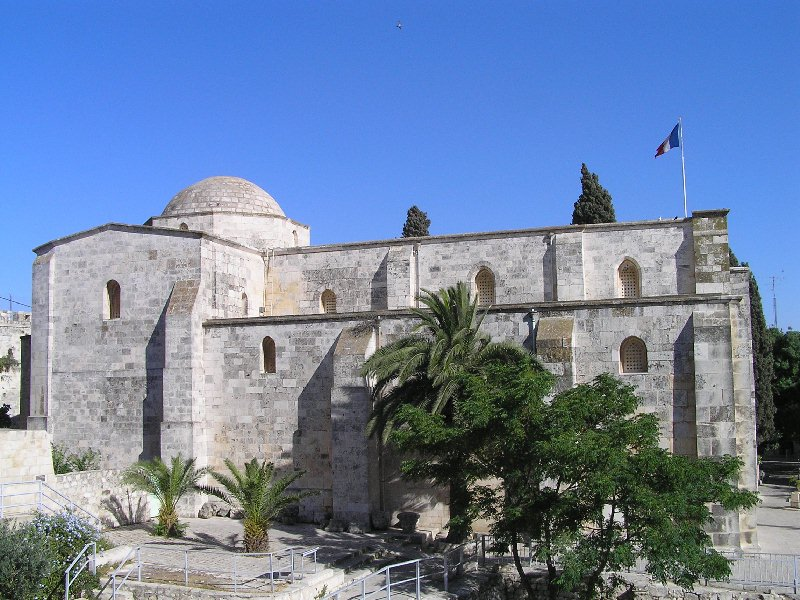
Церква Св. Анни 1142 рік

Правителі заохочували торгівлю, завдяки чому тут з'явилися генуезькі, венеційські, амальфські, неаполітанські, марсельські купці. Було утворено ремісничі квартали за європейських зразком, де тримали майстерні власні цехи. 1120 року король Балдуїн II обклав митом ввезені в Єрусалим товари і харчові продукти. Потім мита були поширені на всі види торгівлі і всі сільськогосподарські харчові продукти, що ввозилися до міста з внутрішніх районів країни. Важливим джерелом поповнення скарбниці були прочани. Поступово на обслуговуванні їх інтересів утворився певний прошарок торгівців та ремісників Єрусалима. Для цього королі скасували митні платежі, що дозволило міським ринкам розвиватися і продавати прочанам імпортні товари. Важливість цієї галузі продовжила зростати зі зміцненням статусу Єрусалима, як святого місця, що також призвело до поліпшення доріг і підвищенню рівня транспортної безпеки. Ще одним фактором, який впливав на економіку міста, була діяльність королівських, церковних і військових установ. Єрусалим стає центром перебування духовно-лицарських орденів храмовників (їх центром стала колишня Аль-Акса), госпітальєрів і лазаритів.

## Аюбідський період

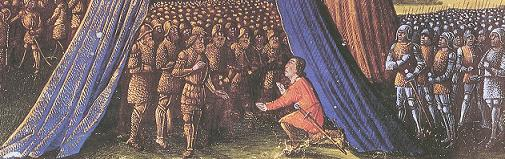
Капітуляція Єрусалима перед Сала ад-Діном

Після перемоги війська на чолі із султаном Салах ад-Діном в Битві на Рогах Хаттіна 4 липня 1187 року, армія Єрусалимського королівства майже повністю була знищена, а сам король потрапив в полон. 17 вересня почалася облога Єрусалима, в якому знаходилися загалом до 80 тис. Облога була порівняно недовгою, але інтенсивною і кровопролитною, оскільки обидві сторони розглядали місто як свій релігійний і культурний центр. Після важких боїв мусульманам вдалося зруйнувати міські укріплення між Дамаською брамою і брамою Ірода — біля того місця, де хрестоносці увірвалися в місто в 1099 році. На вимогу латинського патріарха Іраклія і під тиском населення, християни вирішили вступити з султаном в перемовини з метою досягти угоди про здачу на певних умовах. Хрестоносці пригрозили, що в разі продовження блокади пошкодять ісламські святі місця на Храмовій горі — Купол Скелі і мечеть аль-Акса. За укладеною угодою населення ставало військовополоненими, які могли викуповувати себе за плату, а місто переходило під владу Салах ад-Діна.
2 жовтня Єрусалим було передано султанові. Багатьом жителям міста, включно з патріархом і знаті, вдалося врятуватися. Відповідно до умов здачі, 60000 франків — після отримання викупу — були вислані. Однак бідні і біженці, які прийшли в місто з порожніми руками, були не в змозі заплатити викуп. Велика частина церковних коштовностей була вивезена з міста латинським патріархом, який передав їх мусульманської кавалерії, щоб звільнити деяких бранців. Тисячі інших Салах ад-Дін відпустив без компенсації, зокрема королеву Сибілу, дружину короля Гі де Лузіньяна, якій було дозволено відвідувати свого чоловіка у в'язниці в Наблусі. Близько 15 тис. християн залишилися в місті позбавленими засобів до існування. Через 40 днів їх як рабів було доправлено в міста держави Аюбідів.
З самого початку за наказом султана колишнім мечетям, перетвореним на християнські собори, було повернуто попередній статус. Було знято хрести над святими місцями Храмової гори. Було відновлено укріплення Єрусалима, зруйновані при облозі. 1189 року Салах ад-Дін наказав спорудити нову велику мечеть Омара, яку завершив його син у 1193 році. Водночас більшість католицьких храмів було перетворено на мечеті або зруйновано, а базиліка Св. Анни стала медресе.
Католики майже були вигнані, але залишилися представники східного християнства, які отримали статус зіммі. Привілейований статус було відновлено для мусульман. Також було дозволено селитися в усіх кварталах євреям, чисельність яких знову зросла в місті. 1191 року Єрусалим опинився під загрозою внаслідок Третього хрестового походу, під час якого король Річард Левове Сердце двічі безуспішно намагався здійснити походи на Єрусалим. Зрештою, незабаром після битви при Яффі між Річардом Левове Серце і Салах ад-Діном 1 або 2 вересня 1192 року (20 числа Ша'бан 588 року гіджри) було укладено Яффську угоду, яка гарантувала вільний доступ до Єрусалиму неозброєним християнським паломникам та торгівцям до Єрусалиму. Договір був укладений за сприяння Баліана д'Ібелін, очільника оборони Єрусалима 1187 року і завершив Третій хрестовий похід.
В перший період правління Аюбідів відбуваються численні пожертви з боку султанів для спорудження будинків, ринків, публічних бань і місць для прочан, утворюються релігійні фонди, запроваджено систему вакфа, яка підтримувала медресе та мечеті, за допомогою прив'язки доходів і ренти до розміру майна і надання фондів для фінансування поточного утримання будинків і підтримки віруючих.
З початку 1200-х років починається нове погіршення економічного та демографічного становища, викликане боротьбою за владу між Аюбідами та новими хрестовими походами. У 1202—1212 султан Аль-Малік наказав відремонтувати стіни. У 1219—1220 роках емір в Дамаску аль-Муаззам Іса ібн Ахмад наказав зруйнувати усі укріплення Єрусалима та навколишні фортеці, окрім стіни навколо Храмової гори та цитаделі у західній частині Єрусалима.

## Другий період хрестоносців
У 1228 році розпочався новий хрестовий похід на чолі із Фрідріхом II, імператором Священної Римської імперії. 1229 року він, скориставшись конфліктом між Аюбідськими правителями — дамаським еміром та єгипетським султаном, уклав з останнім Яффську угоду, згідно якої Єрусалим та низки інших міст у Палестині передавались під контроль християн .
Айюбіди зберегли за собою контроль над мусульманськими святими місцями. З арабських джерел випливає, що, згідно з умовами договору, християнам не дозволялося будувати стіни або укріплення в Єрусалимі, а також уздовж смуги землі, що з'єднувала місто з узбережжям. 1239 року, після того як закінчився термін дії 10-річної угоди, Фрідріх II наказав відновити стіни. Але того ж року їх було знову зруйновано ан-Насір Даудом, еміром Маану. Втім, до 1243 року влада християн в Єрусалимі суттєво зміцнилася, а стіни знову відновлено. Місто знову було оголошено столицею королівства.

## Хорезмійський період
У 1244 році султан ас-Саліх уклав союз з частиною хорезмійського війська, що відступала з північної Персії під тиском монголів на чолі із Субудаєм і Джебе. Султан намагався за допомогою хорезмійців відвоювати Єрусалим.
11 липня 1244 місто було оточено і захоплено хорезмійцями, а 23 серпня здалася міська цитадель — Вежа Давида. Хорезмці безжально перебили християнське населення міста і вигнали євреїв, залишивши в живих лише 2 тис. осіб, християн і мусульман, у всьому місті. Вони перетворили Єрусалим на центр власної держави. Звідси вони здійснювали набіги на палестинські й сирійські міста. Все це завдало нищівного удару розвитку міста. 1247 року Єрусалим було захоплено військами Аюбідів. Захоплення ас-Саліхом Єрусалима призвело до початку нового хрестового походу в Європі, а Людовик IX, король Франції, прийняв хрест.

## Мамелюцький період
Нове правління Аюбідів в Єрусалимі не було тривалим. Уже 1250 року династію було повалено, внаслідок чого утворився Мамелюцький султанат. Спроба християнських володарів в союзі з монголами на чолі із хулагу відвоювати Палестину і Єрусалим виявилася невдалою — 1260 року у битві при Айн-Джалуті мамлюки здобули перемогу й остаточно зміцнилися в Єрусалимі, який було перетворено на фортецю. Втім, у 1260—1301 роках ця область було місцем походів монголів, що сплюндрували околиці, намагаючись підкорити Палестину і Єгипет. 1299 року місто на нетривалий час було захоплено монголами на чолі із Газан-ханом.
Внаслідок цих боїв Єрусалим остаточно підупав, більшість населення його залишила. До цього додалися землетруси і епідемії. Місто практично перетворилося на провінційне поселення. Рамбам (Нахманід), відвідавши місто в 1267 році, знайшов в ньому всього 2 єврейські родини з 2500 осіб загалом. Він залишився в місті і сприяв деякому збільшенню громади, закликавши євреїв повертатися на батьківщину, але й через 200 років — у 1471 році — там було не більше 250 єврейських родин.
Султан Бейбарс спробував відновити Єрусалим, дозволивши євреям будувати синагоги і житло. Водночас були відновлені укріплення, мешканці опікувалися юдейськими та мусульманськими святинями. За наказом Бейбарса було споруджено святилище, присвячено Мойсею. Християнське населення гуртувалося навколо ордену госпітальєрів, що не залишали місто з 1247 року.

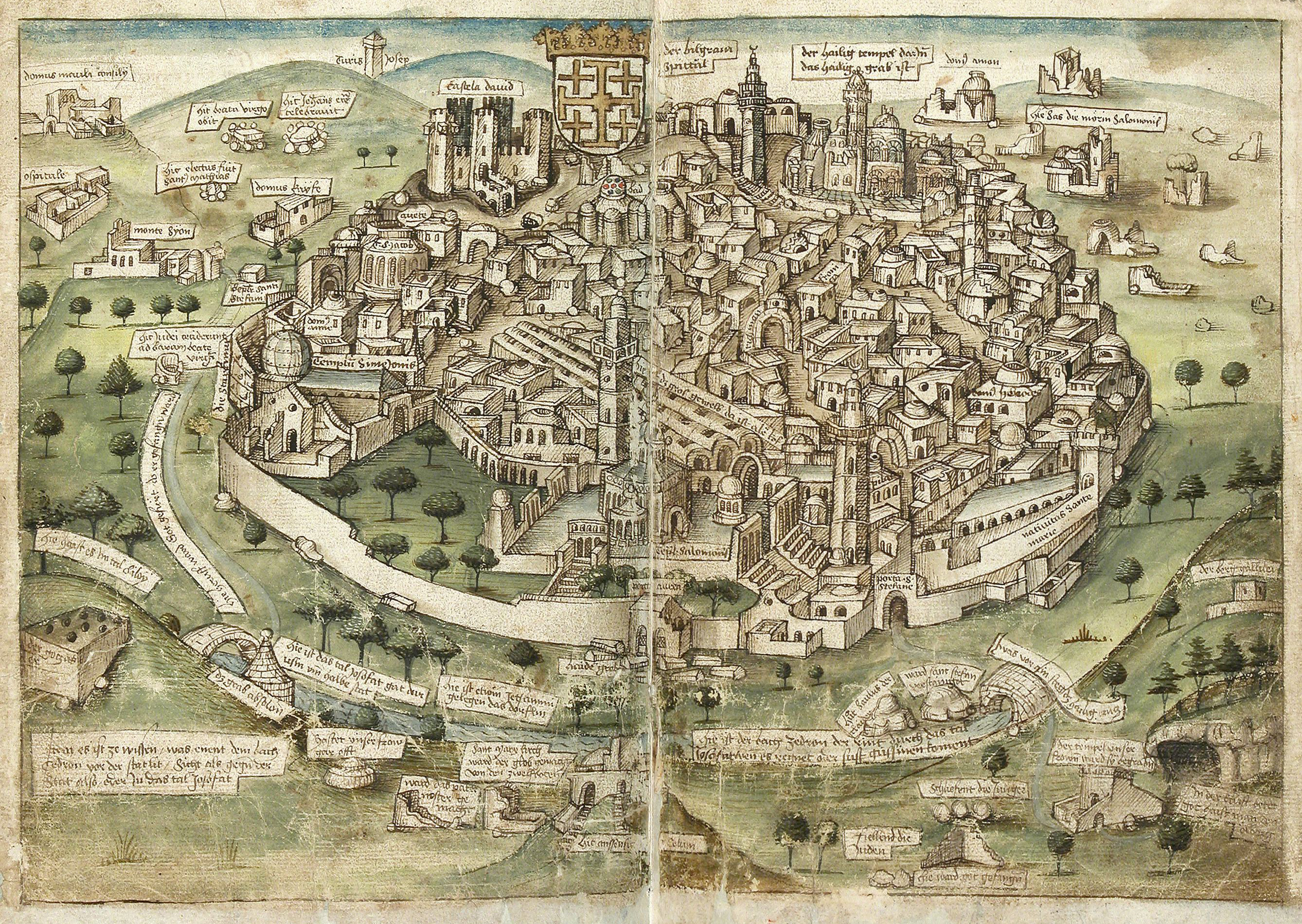
Погляд на Єрусалим 1487 року

Після послаблень, даних Хулагуїдами на початку 1300-х років посилюються заходи з відновлення й розбудови міста. Соціальна та економічна стабільність і відносний релігійний баланс, який зберігався протягом XIV—XV ст., сприяв відродженню міста в якості духовного і економічного центру. Знову починають діяти вакфи, що позитивно вплинуло на зведення будівель, медресе. 1300 року султан Мухаммад I дав дозвіл францисканському ордену на володіння Сіонською церквою, каплицею Марії в Храмі Гробу Господнього та Печерою Різдва. Відомо, що лише з Венеції щорічно до палестинських портів, а звідти до Єрусалима вирушало по 3 судна (кожен з близько 1 тис. пасажирів).
Близько 1333 року французькому ченцеві Роже Геріну вдалося купити Сенакль (кімнату, в якій відбувалася Таємна вечеря) на горі Сіон і трохи землі, щоб побудувати поруч монастир для ченців на кошти, надані Робером I, королем Неаполю. 21 листопада 1342 року папа римський Климент VI буллами «Gratias Agimus» і «Nuper Carissimae», виданими в Авіньйоні, створив і затвердив нове утворення, яке стане відомо під назвою «Францисканська Кустодія Святої землі».
У 1482 року домініканський священик Фелікс Фабрі, який відвідав Єрусалим, зазначав, що в місті дуже різнорідне населення, включаючи сарацинів, греків, ассирійців, яковітов, абіссинців, несторіан, вірмен, григоріан, маронітів, туркоман, бедуїнів, ассасинів, друзів і мамлюків. Багато зробив для розбудови міста султан Кайтбей (1468—1496 роки).

## Османський період

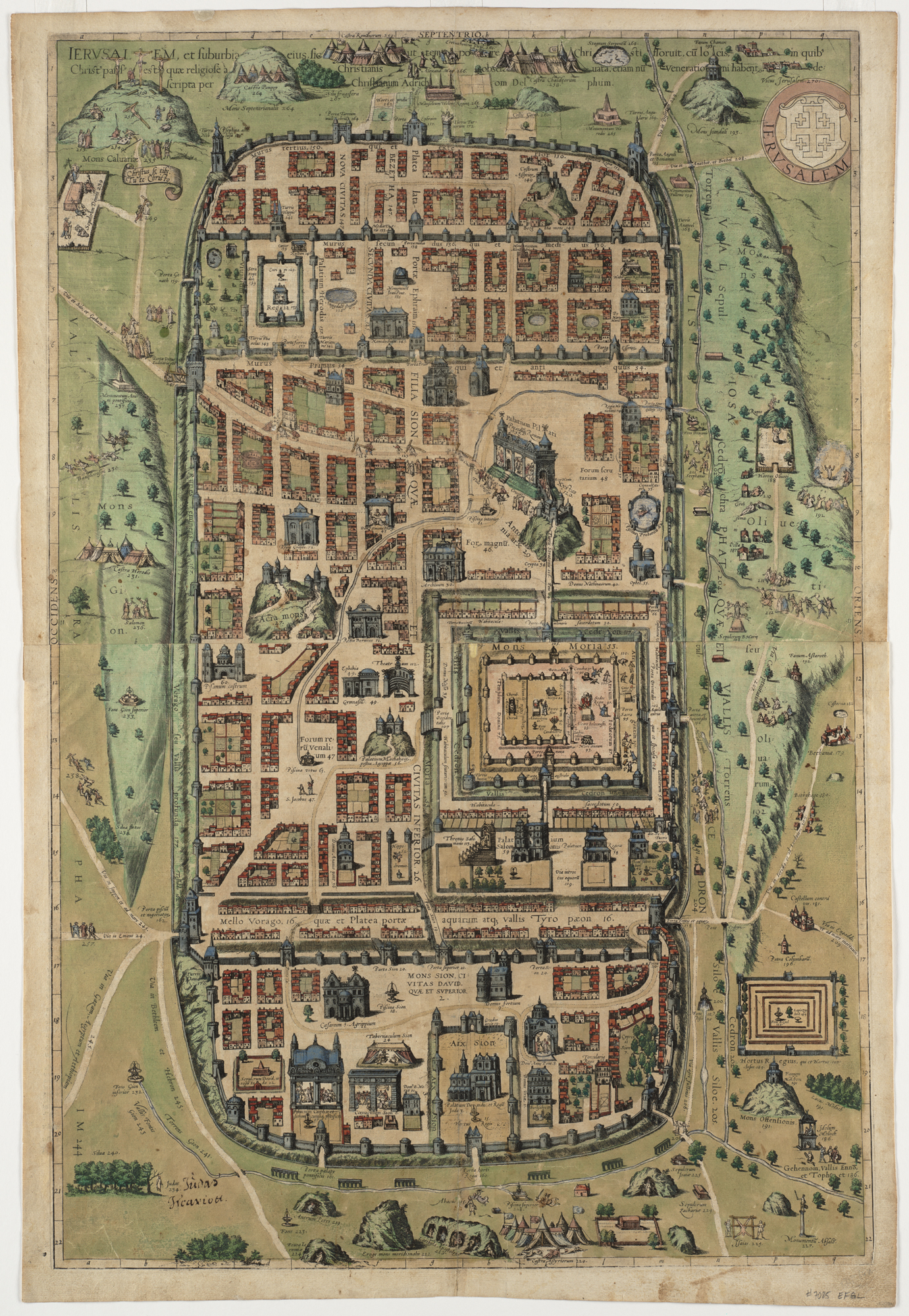
Єрусалим в XVI ст.

У 1517 році після перемоги османського султана Селіма I над Мамелюцьким султанатом Єрусалим увійшов до складу Османської імперії. Місто стало центром санджаку у складі еялету Дамаск. При Сулеймані I Пишному в 1535—1538 роках навколо Єрусалима на старих фундаментах були зведені нові укріпленні стіни.
Поступово стала проводитися політика зі зміцнення мусульман в місті, при цьому християни зазнали найбільших утисків. 1551 року було вигнано з Сенакля францисканців. Поступово Єрусалим знову опинився в занепаді. Тут мешкали переважно ченці з християнських конфесій, юдеї й мусульмани, що займалися дрібними ремеслами або торгівлею.
До початку XIX ст. Єрусалим зберіг лише релігійну цінність, на яку звертали увагу європейські держави. Лише 1840 року починається новий етап у розвитку міста, коли Велика Британія, Пруссія, Франція, Австрійська та Російська імперія порушили питання опіки над святими місцями. Водночас вони сприяли переселенню євреїв до Єрусалима. Османський уряд своєю чергою розпочав адміністративні та економічні реформи.